# Sylvebarbe
Vous lisez un « article de qualité » labellisé en 2011.
Treebeard, Barbebois
Sylvebarbe (Treebeard dans la version anglaise et Barbebois dans la traduction de Daniel Lauzon), ou Fangorn en sindarin avec la même signification, est un personnage fictif du légendaire créé par l'écrivain britannique J. R. R. Tolkien en 1954 et qui apparaît dans son roman Le Seigneur des anneaux.
Il appartient à la race des Ents, des êtres fictifs dont la forme corporelle est semblable à un arbre, bien qu'ils possèdent des capacités humaines comme celles de penser, de parler et de marcher. À la fin du Troisième Âge, époque durant laquelle se déroule le roman, Sylvebarbe est le gardien de la forêt de Fangorn et l'Ent le plus âgé vivant en Terre du Milieu. Il apparaît dans Les Deux Tours, où, en compagnie de deux hobbits, Merry et Pippin, il attaque la forteresse de Saruman, Isengard. Il fait aussi une brève apparition dans Le Retour du roi.
Il est mentionné pour la première fois dans un brouillon de La Fraternité de l'anneau daté de la fin de 1938, et continue à faire de brèves apparitions dans les esquisses que Tolkien élaborait pour poursuivre la trame de l'histoire. Il a été à l'origine conçu comme un géant malveillant, et n'a acquis sa forme définitive que lorsque Tolkien a entamé le chapitre qui porte son nom dans Les Deux Tours,. Sa façon de parler est inspirée de la grosse voix de l'écrivain C. S. Lewis, ami de Tolkien.
Sylvebarbe est apparu dans les différentes adaptations du Seigneur des anneaux, parmi lesquelles le dessin animé du réalisateur Ralph Bakshi (1978), les adaptations radiophoniques du Seigneur des anneaux de 1955 et de 1981 (BBC), la trilogie cinématographique de Peter Jackson (2001, 2002, 2003) et différents jeux vidéo. Sa présence était aussi prévue dans les premiers projets d'adaptation cinématographique du roman, comme celui écrit par Morton Grady Zimmerman (1957) ou celui de l'entreprise United Artists avec John Boorman comme réalisateur (années 1970),.

## Apparence et caractère
Sylvebarbe est haut de quatorze pieds et très robuste ; sa peau est semblable à l'écorce et d'une couleur gris-vert. Sa tête, emboîtée dans ses épaules, est grande et son visage large, avec une barbe grise. Il possède également de grands pieds, chacun ayant sept orteils. Comme tous ses congénères, il met longtemps avant de prendre la moindre décision.
Sa voix, sans cesse accompagnée de murmures, est décrite comme « profonde ». Selon Humphrey Carpenter, l'auteur a un jour expliqué à Nevill Coghill, un de ses collègues à l'Exeter College d'Oxford et également membre des Inklings, qu'il avait basé cette voix sur celle de son ami C. S. Lewis,,. L'Ent parle, outre l'entique, l'occidentalien et le quenya, qu'il considère comme « la plus noble des langues ».
Sylvebarbe vit en dehors des tumultes du monde, mais il les suit avec attention, tout particulièrement ce qui touche aux Istari, en raison de sa proximité avec Gandalf et Saruman, qui lui a souvent rendu visite dans la forêt de Fangorn.
Sylvebarbe est extrêmement ancien, comme Gandalf le laisse entendre :
Avant que fût trouvé le fer, ou le tronc entamé,

Quand les montagnes sous la lune n'étaient pas si âgées ;

Avant que fût forgé l'anneau, ou le malheur ourdi

Il arpentait les bois au temps jadis.
Il est l'un des trois survivants parmi les premiers Ents à l'époque du déroulement de l'action du Seigneur des anneaux, et selon les dires de Gandalf à Legolas, « l'être le plus âgé qui marche encore sous le Soleil en cette Terre du Milieu ».

## Histoire
Dans Le Seigneur des anneaux, il relate, dans une chanson, ses parcours en Terre du Milieu au Premier Âge, nommant les principales zones boisées du Beleriand : Ossiriand, Lindon, Dorthonion, Neldoreth (au sud de Doriath), Nan-tathren à l'embouchure du Sirion, ce qui suggère qu'il résidait essentiellement dans cette région de la Terre du Milieu à cette époque.
À la suite de la guerre de la Grande Colère et à la submersion de ces terres, les Ents dont Barbebois se réfugient dans la grande forêt qui couvre alors toutes les terres au sud de l'Eriador, partant de l'est du futur Comté, englobant les territoires compris entre le Baranduin et l'Isen, contournant la pointe sud des Montagnes de Brume et comprenant Fangorn. Sylvebarbe lui-même rappelle que la Vieille Forêt et Fangorn sont les vestiges de cet immense espace boisé.

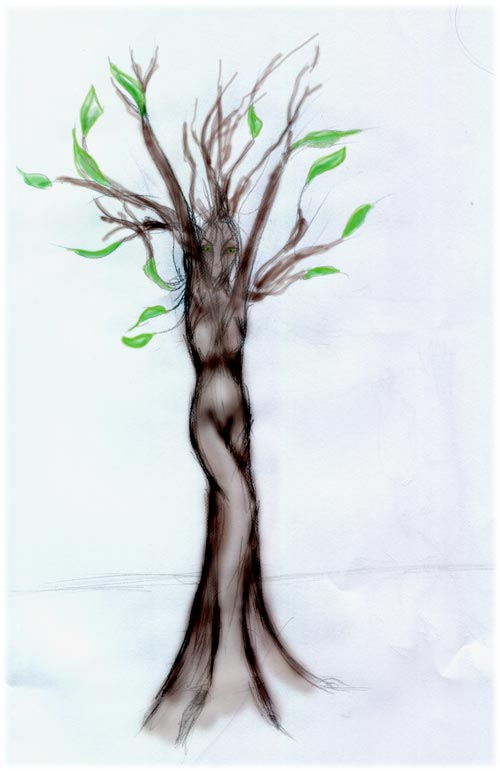
Dessin d'une Ent-femme.

Au cours du Deuxième Âge, la colonisation des Númenóréens, en quête de bois pour construire leurs navires, puis le passage des armées de Sauron ont progressivement réduit l'ampleur de cette forêt, conduisant Sylvebarbe à franchir les Montagnes de Brume pour s'installer à Fangorn ainsi que dans les collines et dans les terres basses le long de l'Anduin. À la fin du Deuxième Âge, les jardins des Ent-Femmes, à l'est de l'Anduin, ont été ravagés par les combats entre les forces de Sauron et la Dernière Alliance des Elfes et des Hommes, et les Ents ne surent jamais où étaient parties leurs compagnes.
Le 29 février de l'an 3019 du Troisième Âge, pendant la guerre de l'Anneau, il rencontre les Hobbits Peregrin « Pippin » Touc et Meriadoc « Merry » Brandibouc qui tentent d'échapper aux Orques qui les avaient capturés à Amon Hen. Initialement méfiant à l'égard de ces êtres absents de sa liste recensant toutes les créatures vivantes, Sylvebarbe les honore de sa confiance à la mention du nom de Gandalf. Barbebois considère en effet celui-ci comme « le seul magicien qui se soucie vraiment des arbres », et l'avait de surcroît aperçu la veille. Il accueille donc Merry et Pippin dans une de ses demeures, Fontenay, où il leur fait boire un des breuvages des Ents, qui a pour effet de relancer la croissance des deux Hobbits.
Là, les Hobbits lui narrent les aventures qu'ils ont vécues depuis leur départ du Comté et Sylvebarbe à son tour leur raconte des histoires de son passé, notamment la disparition des Ents-Femmes et de son aimée Fimbrethil. Cependant, il s'irrite au souvenir de ses rencontres dans Fangorn avec le magicien Saruman, qui à ce moment-là détruisait une partie du bois pour alimenter les feux de ses machines. Sylvebarbe décide alors de convoquer le Cercle des Ents le 30 février [sic] pour convaincre ceux-ci qu'il faut arrêter Saruman et, après trois jours de délibérations, ils décident d'attaquer Isengard,.
Sylvebarbe va jusqu'aux portes qui gardent la vallée fortifiée et appelle le magicien, sollicitant sa reddition. Ne recevant pour toute réponse qu'une attaque des Orques, les Ents détruisent les portes et une partie des murailles et commencent à attaquer la tour d'Orthanc. Sylvebarbe, craignant pour les siens devant l'allumage des machines de Saruman et voyant comment l'un des Ents a été complètement brûlé, ordonne que l'attaque soit arrêtée. Les Ents bouchent alors la rivière Isen et durant la nuit lâchent les digues, de sorte que l'eau inonde la vallée et éteint les feux. Après avoir remporté la victoire, les Ents n'arrivent pas à atteindre Saruman qui s'est retranché dans la tour.

« Beaucoup d'Ents se jetaient contre le rocher d'Orthanc, mais il ne céda pas d'un pouce. Il est très lisse et dur. Il cache peut-être une sorte de magie, plus vieille et plus forte que celle de Saruman. Quoi qu'il en soit, les Ents n'y trouvèrent pas la moindre prise, n'y firent pas la moindre fente ; et ils ne cessaient de se meurtrir et de se blesser contre lui. »

— J. R. R. Tolkien, Le Seigneur des anneaux
Sylvebarbe se charge alors de la surveillance de Saruman puis, ne pouvant supporter de voir quelqu'un enfermé, il le laisse finalement partir. Sylvebarbe rencontre ensuite une dernière fois la Fraternité de l'Anneau et annonce à Celeborn, qui l'appelle « aîné », et Galadriel la fin d'un monde :

« Il est triste que nous nous rencontrions qu'ainsi à la fin. Car le monde est en mutation : je le sens dans l'eau, je le sens dans la terre, et je le sens dans l'air. Je ne pense pas que nous nous rencontrions de nouveau,. »

Galadriel lui répond qu'il ne se verront plus en Terre du Milieu, mais au printemps dans les saulaies de Tasarinan quand Beleriand aura remonté des eaux. Les dernières paroles de Sylvebarbe sont pour Merry et Pippin, à qui il demande de l'informer s'ils ont des nouvelles des Ent-femmes.

## Création et évolution
La première mention d'un personnage nommé « Treebeard » se situe dans un brouillon du futur chapitre « Nombreuses rencontres », rédigé fin 1938. Gandalf y explique à Frodon que s'il n'a pas pu voyager avec lui du Comté à Fendeval, c'est parce qu'il n'était pas libre de ses mouvements. Dans la version finale du récit, il a été retenu prisonnier par Saruman au sommet de la tour d'Orthanc, mais ici, il a été capturé « dans Fangorn » par « le Géant Sylvebarbe ».
La première description du géant Sylvebarbe apparaît dans un manuscrit daté de la fin du mois de juillet 1939. Outre quelques vers du Conte du Régisseur de Geoffrey Chaucer, que Tolkien devait réciter dans un spectacle offert par l'université d'Oxford, il s'y trouve un fragment sur la rencontre de Frodo et Sylvebarbe dans la forêt de Neldoreth. L'aspect de conte pour enfant qu'offre ce fragment rappelle Le Hobbit : la forêt est décrite comme un jardin formé de fleurs géantes, dont les tiges semblent des troncs aux yeux de Frodon. De la même façon, le Hobbit prend la jambe du géant pour un chêne. Tolkien concevait encore Sylvebarbe comme un personnage malveillant : bien qu'il se montre sympathique, des notes marginales en tengwar indiquent qu'il ment à Frodon et qu'il est en réalité un allié de l'Ennemi. Peu après, dans un plan pour la suite du récit, Tolkien renvoya Sylvebarbe dans la forêt de Fangorn (nom marqué d'un point d'interrogation), alors située entre les Montagnes Blanches et le fleuve Anduin.
Après avoir écrit la première version du chapitre « Le Conseil d'Elrond », cette fois définitive (et non celui qui s'appellera désormais « Nombreuses rencontres »), Tolkien élabora une nouvelle ébauche sur les événements ultérieurs. Dans celle-ci, Sylvebarbe devient bon et commence à avoir l'aspect d'un arbre : « Environ 50 pieds de haut avec une peau d'écorce. Cheveux et barbe plutôt comme des branches. Vêtu de vert sombre, comme une cotte de mailles de feuilles. » Sa rencontre avec Frodon, séparé du reste de la Fraternité de l'Anneau capturée par l'ennemi, et celle avec Sam peu après, qui était resté dans la forêt à la recherche de son maître, y est décrite, ainsi que l'attaque des arbres-géants sur les assiégeants d'Ond (le futur Gondor) pour libérer la Fraternité. À l'automne 1939, Tolkien élabora un résumé des nouvelles raisons du retard de Gandalf, désormais attribué aux Cavaliers Noirs.
Dans diverses ébauches ultérieures, il recommença à envisager un Sylvebarbe mauvais qui aurait capturé Gandalf. Dans une esquisse de la trame complète du récit datée des environs de l'été 1940, Tolkien commença à développer la rencontre de Merry et Pippin, qui arrivent à Fangorn après s'être perdus en cherchant Frodon et Sam, avec Sylvebarbe. Celui-ci, devenu définitivement un personnage bienveillant, décide d'amener les Hobbits à Minas Tirith et de participer à la bataille des Champs du Pelennor pour mettre fin au siège de la ville.
Dans des notes antérieures à la composition du chapitre « Sylvebarbe » et dont la date est inconnue, Tolkien modifie certaines des bases principales de la trame et transforme pour la première fois le personnage en Ent, bien que rien n'apparaisse sur le Cercle des Ents et l'intention de détenir Saruman. Le premier brouillon du chapitre était pratiquement le même que la version définitive qui apparaît dans Les Deux Tours, puisque les changements qui les différencient furent introduits par Tolkien lors de la copie au propre. L'auteur admit plus tard que le chapitre « Sylvebarbe » fut écrit sans préparation préalable.

## Critique et analyse
Plusieurs auteurs ont signalé que J. R. R. Tolkien s'était servi du personnage de Sylvebarbe pour faire passer, dans Le Seigneur des anneaux, ses idées sur l'environnement et l'industrialisation, bien que, peu après la publication du roman, il ait assuré que Sylvebarbe était « un personnage du roman, et non moi ». Dans sa biographie de Tolkien, Humphrey Carpenter ajoute que Sylvebarbe était « l'être qui personnifiait au plus haut point l'amour et le respect que Tolkien avait pour les arbres ». Ceux-ci ont une grande importance dans l'œuvre de Tolkien.
Matthew T. Dickerson et Jonathan Evans affirment que le chagrin montré par Sylvebarbe devant le manque de préoccupation, même par les Elfes, pour l'ordre naturel, fait écho à l'éthique environnementale développée par Tolkien dans ses œuvres. Dickerson et Evans, de même que Joseph Pearce, signalent en outre que l'antipathie de Tolkien pour l'industrialisation peut se noter dans les paroles de Sylvebarbe à l'égard de Saruman,, : « Sa pensée est faite de métal et de rouages ; et il ne se soucie pas des choses qui poussent. »
Tom Shippey remarque que la « Liste » des choses vivantes récitées par Sylvebarbe rappelle une liste similaire dans un poème en vieil anglais, Maximes II,. Verlyn Flieger ajoute que le personnage de Sylvebarbe rappelle d'anciennes sources littéraires sur un monde végétal, dont le chevalier vert du poème Sire Gauvain et le Chevalier vert étudié et traduit par Tolkien, est une incarnation,.
Sylvebarbe est également le personnage qui introduit l'entique, langue des Ents. Cette langue a pu être rapprochée des idées d'Owen Barfield, qui font écho au commentaire de Sylvebarbe affirmant que les vrais noms racontent l'histoire des choses,.
Les personnages de Sylvebarbe et de Tom Bombadil ont souvent été rapprochés. Ils sont tous deux qualifiés de « plus ancien » (« old », « eldest »). Pour David Elton Gay, Sylvebarbe, tout comme Tom Bombadil, peut être rapproché du personnage de Väinämöinen du Kalevala. Tout comme Väinämöinen, Sylvebarbe est lent à la colère, mais terrible dans sa rage.

## Adaptations et héritages

### Cinématographique

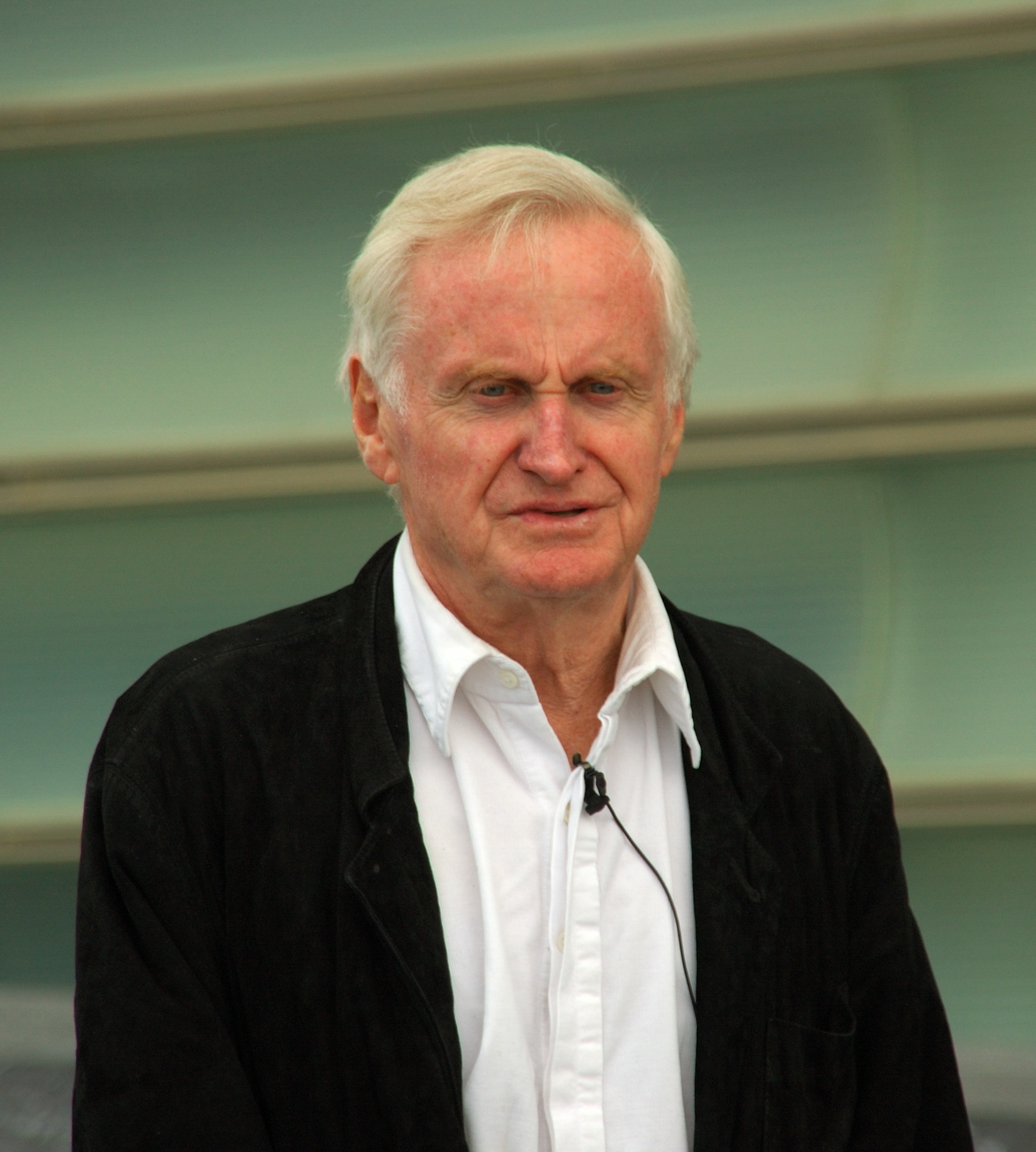
Le cinéaste John Boorman, dont le projet d'adaptation du Seigneur des anneaux fut suspendu à cause de son coût trop élevé.

En 1957, une entreprise américaine proposa à J. R. R. Tolkien la réalisation d'un dessin animé du Seigneur des anneaux. Bien que l'auteur ait donné son accord sur la base des esquisses réalisées pour le film, le scénario élaboré par Morton Grady Zimmerman comprenait tant de modifications dans l'histoire qu'il provoqua son indignation et finalement l'abandon du projet. Dans une lettre à Forrest J. Ackerman, agent de la compagnie chargée de l'adaptation, Tolkien se plaint du traitement subi par le chapitre « Sylvebarbe », rendu « inintelligible ».
L'entreprise United Artists engagea dans les années 1970 le réalisateur John Boorman pour une adaptation cinématographique ; le coût du projet empêcha sa réalisation. Dans le scénario, le chapitre consacré à Sylvebarbe devait être raconté par le hobbit Meriadoc Brandibouc et vu comme un flashback. Lorsque le réalisateur Ralph Bakshi prit la tête du projet, il obtint que l'entreprise distribuerait le film. Ayant fait modifier le scénario par Peter S. Beagle, Bakshi réalisa une adaptation en dessin animé et rotoscopie dans laquelle John Westbrook prête sa voix à Sylvebarbe.

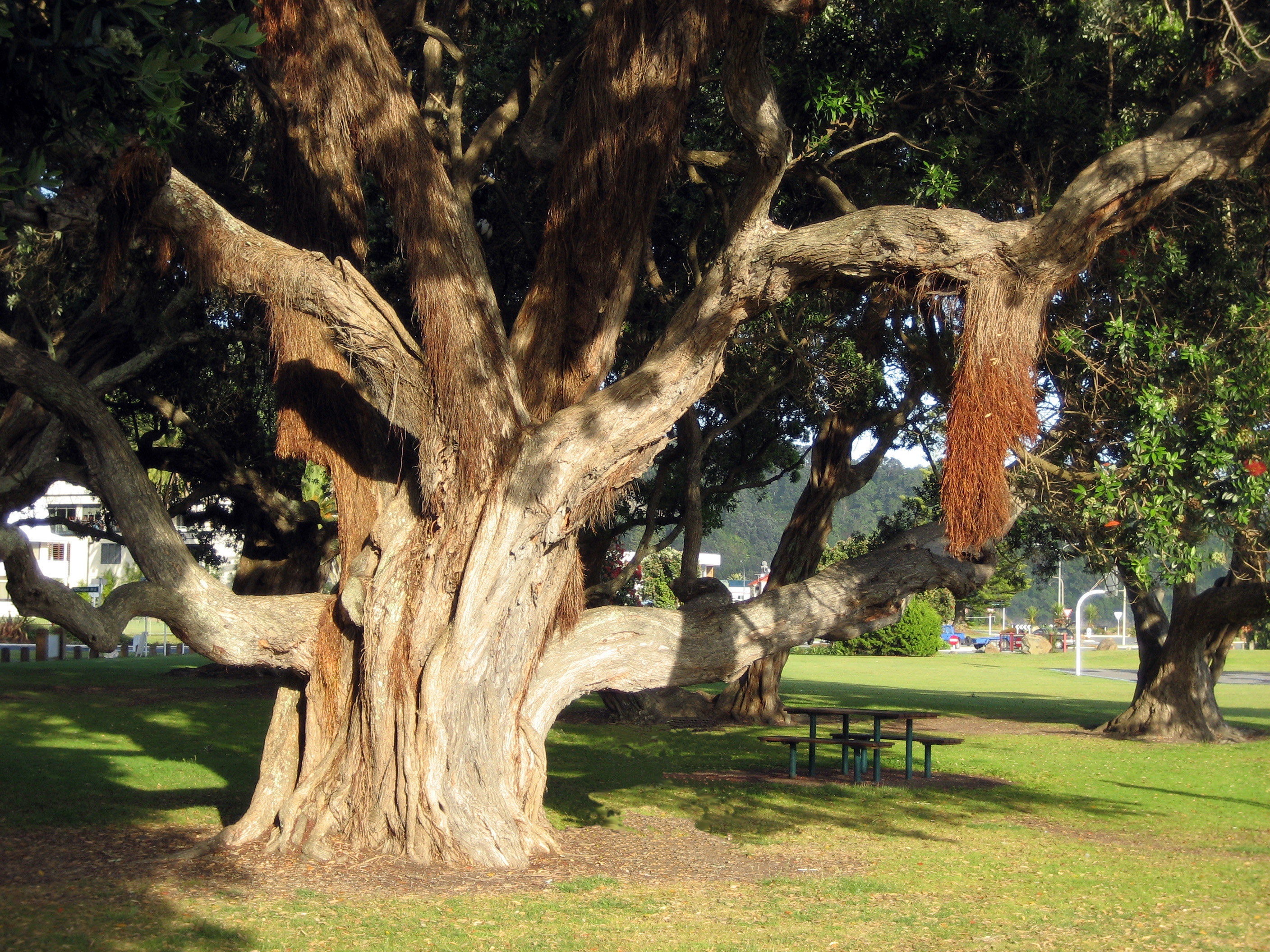
Daniel Falconer et Shaun Bolton, deux des designers de la trilogie cinématographique Le Seigneur des anneaux, ont sculpté le visage de Sylvebarbe au moyen de moules tirés d'un arbre pohutukawa.

Sylvebarbe apparaît aussi dans deux des films de la trilogie cinématographique adaptant Le Seigneur des anneaux dirigée par le neozélandais Peter Jackson : Les Deux Tours (2002) et Le Retour du roi (2003). L'entreprise Weta Workshop, chargée des costumes et effets spéciaux, commença le travail sur Sylvebarbe en 1998. Daniel Falconer, un des designers et adepte déclaré de l'œuvre de Tolkien depuis son enfance, avait imaginé depuis longtemps la forme que devait avoir l'Ent et le premier dessin qu'il réalisa pendant son premier jour de travail sur le personnage fut celui que Jackson choisit comme modèle pour la suite. À partir de ce dessin, différentes modifications furent réalisées et de nombreuses versions de maquettes à petite échelle de Sylvebarbe furent sculptées, jusqu'à ce que Jackson approuve le design final,.
Pour rendre l'image du personnage riche en détails dans les plans rapprochés, l'équipe de Weta réalisa une marionnette à taille réelle de la partie supérieure de Sylvebarbe. Falconer et Shaun Bolton sculptèrent son visage au moyen de moules pris sur un arbre pohutukawa, et Gino Acevero fabriqua ses globes oculaires, lesquels pouvaient bouger grâce à une télécommande. La barbe fut faite à partir de racines d'arbres, de branches et de mousse. Le reste du corps fut sculpté sur des plaques en polyuréthane représentant l'écorce et placées sur une armature intérieure qui permettait le mouvement des articulations au moyen de pistons pneumatiques. À cause de la difficulté que supposait l'articulation de la marionnette, l'équipe de Weta Digital, chargée des effets spéciaux de la trilogie, enleva le visage sculpté et utilisa des fonds verts pour le remplacer par un visage numérique. Pour cela ils réalisèrent un scan de la tête de la marionnette et créèrent un mécanisme d'animation faciale similaire à celui qu'ils utilisaient pour le personnage de Gollum.

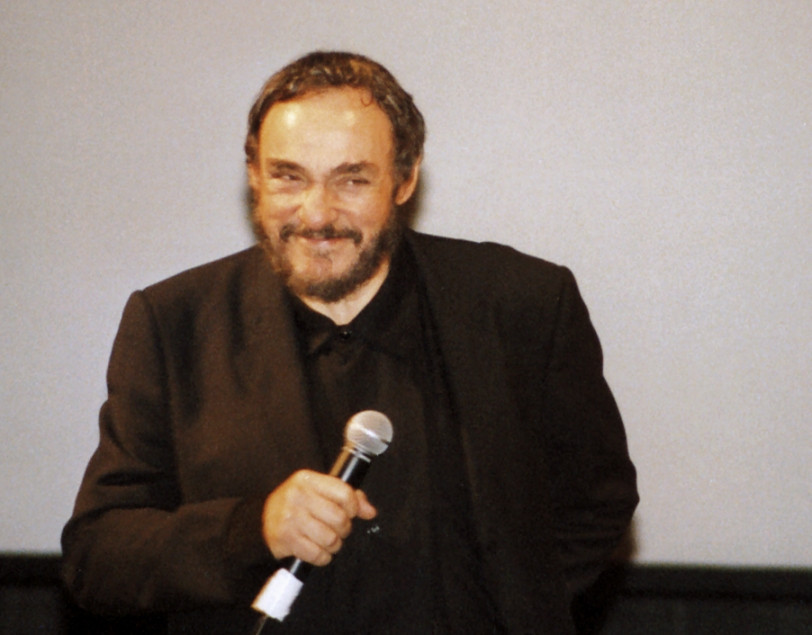
John Rhys-Davies, acteur qui prête sa voix à Sylvebarbe dans la trilogie cinématographique Le Seigneur des anneaux dirigée par Peter Jackson.

Pour la voix de Sylvebarbe, assurée par l'acteur John Rhys-Davies incarnant par ailleurs le nain Gimli, l'équipe de son construisit une cage de bois de deux mètres de haut avec un haut-parleur à l'intérieur. Dans un premier temps, ils enregistrèrent la voix de Rhys-Davies et la diffusèrent depuis un côté de la cage pour l'enregistrer à nouveau de l'autre côté. De cette façon, la voix obtenue avait une résonance de bois après avoir rebondi contre celui-ci.
À la différence de ce qui arrive dans le roman, dans le film Les Deux Tours, le Cercle des Ents décide de ne pas affronter Saruman, malgré la menace qu'il fait peser sur Fangorn. Cependant, quand Sylvebarbe accepte d'amener Merry et Pippin hors de la forêt et voit la dévastation causée par les Orques, qui avaient coupé de nombreux arbres pour servir de combustible aux machines de Saroumane, l'Ent crie de colère et de nombreux Ents répondent à l'appel, commençant ainsi l'attaque d'Isengard. Une des scènes qui apparaît dans la version longue du DVD des Deux Tours montre comment Sylvebarbe sauve Merry et Pippin alors qu'ils sont piégés par un arbre à Fangorn. Cette scène est un hommage que les scénaristes, Jackson, Fran Walsh et Philippa Boyens, voulurent faire au personnage de Tom Bombadil devant les critiques suscitées par la disparition de celui-ci lors du premier film de la trilogie. Cet arbre représentait le Vieil Homme-Saule et les paroles que prononce alors Sylvebarbe sont identiques à celles de Bombadil dans le roman.

### Radiophoniques et musicales
En août 1952, J. R. R. Tolkien rendit visite à George Sayer, dans le Worcestershire ; ensemble ils enregistrèrent sur bandes audio quelques passages du Hobbit et des manuscrits du Seigneur des anneaux. Dans une lettre écrite peu après et envoyée à son éditeur Rayner Unwin, l'auteur affirma que ses meilleures interprétations étaient celles de Gollum et de Barbebois, et lui demandait si la BBC ne pouvait pas être intéressée. On ignore si cette question obtint une réponse, mais en 1975 ces enregistrements sortirent en disque microsillon.
La première des trois adaptations radiophoniques du Seigneur des anneaux fut diffusée en 1955-1956 sur la BBC, en douze épisodes adaptés et produits par Terence Tiller, dans lesquels Barbebois est doublé par Valentine Dyall. Dans la série radiophonique de 1981 par la BBC, c'est Stephen Thorne qui double le personnage.

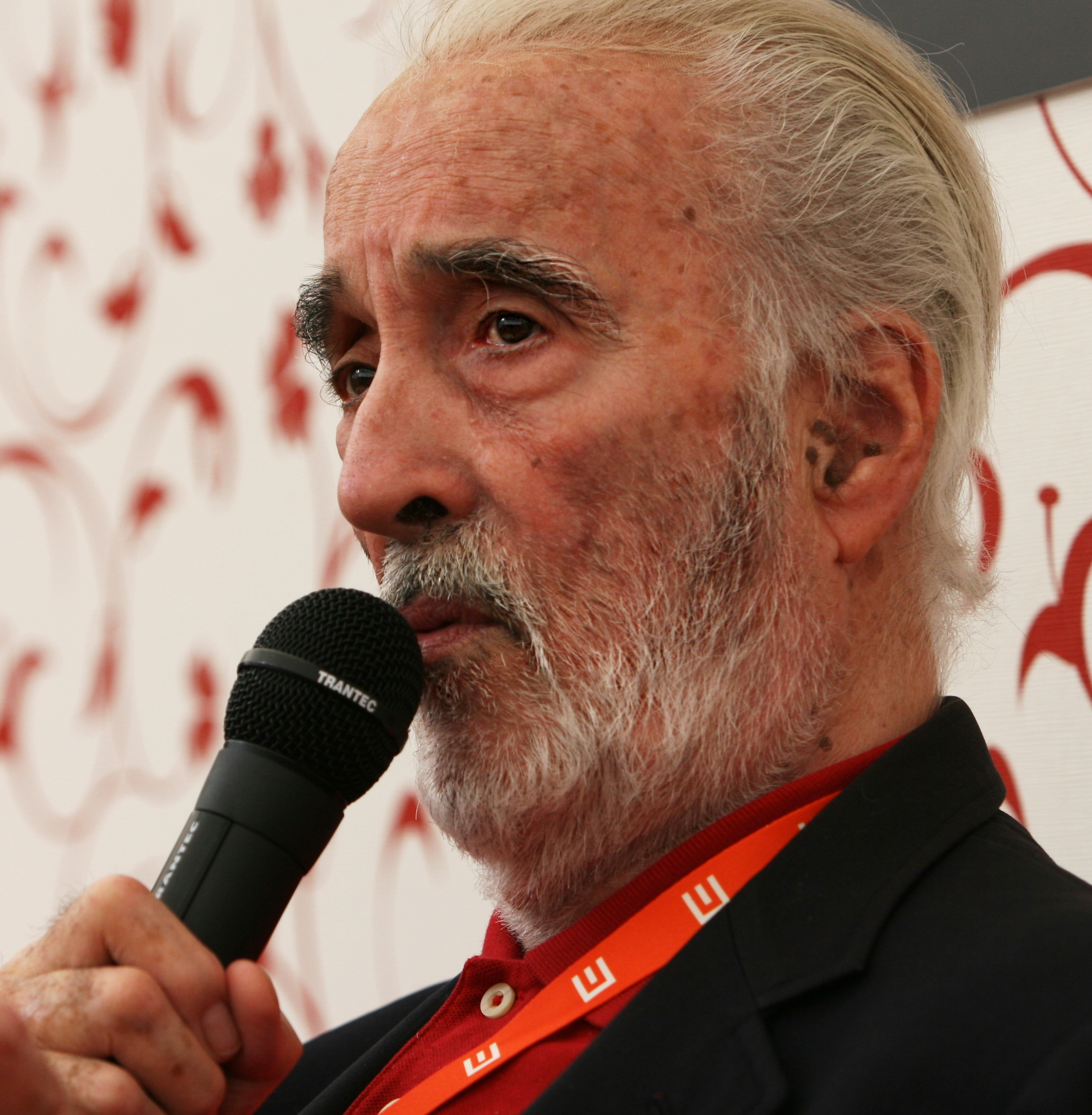
L'acteur Christopher Lee doubla Sylvebarbe dans deux chansons du groupe danois Tolkien Ensemble.

En 2003, le groupe de musique danois Tolkien Ensemble sort At Dawn in Rivendell, un album qui met en musique une série de chansons et poèmes du Seigneur des Anneaux. Dans cet album, l'acteur Christopher Lee interprète Sylvebarbe et sert de narrateur. Les deux chansons dans lesquelles le personnage intervient sont « The Long List of the Ents », où Lee ne fait que parler, et « Treebeard's Song », où il chante,,.
Sylvebarbe apparaît également dans la comédie musicale du Seigneur des anneaux dirigée par Matthew Warchus. Pour les représentations qui eurent lieu à Toronto au Canada, en 2006, Sylvebarbe fut joué par Shawn Whright, tandis que pour celles qui eurent lieu au théâtre de Drury Lane à Londres en 2007, après une modification de la pièce, c'est Michael Hobbs qui reprit le rôle.
Daniel McCarthy a adapté la chanson chantée par Sylvebarbe sur la disparition des Ents-femmes pour soprano et ténor.

### Jeux
Bob Joles lui prête sa voix dans plusieurs jeux vidéo : le jeu d'action L'Âge des conquêtes, et les jeux de stratégie La Bataille pour la Terre du Milieu et sa suite.
Games Workshop réalisa une figurine en métal de Sylvebarbe portant dans ses mains Merry et Pippin pour son jeu de figurines inspiré de la trilogie cinématographique de Jackson.

### Illustrations
Barbebois a inspiré de nombreux illustrateurs, parmi lesquels Inger Edelfeldt, John Howe, Michael William Kaluta, Rodney Matthews, Stephen Hickman, ou encore Ted Nasmith.

### Statue
À la fin des années 1990, les habitants de Moseley, quartier de Birmingham au Royaume-Uni, suggèrent la possibilité de rendre hommage à J. R. R. Tolkien vu les rapports entre le quartier et l'écrivain, qui vécut là-bas pendant son enfance. David Guest, président du forum de Moseley, est en tête du mouvement pour élever une statue qui serait sculptée par Tim Tolkien, petit-fils d'Hilary Tolkien, frère de l'écrivain.
Censée être construite en acier inoxydable et recouverte de cuivre, elle devait atteindre une hauteur de 7,5 mètres et représenter le personnage de Sylvebarbe cheminant et portant les deux frères Hilary et John Ronald. De plus, il y aurait été gravé les noms des collaborateurs qui auraient apporté de l'argent au projet. Devant les réclamations présentées parce qu'elle pourrait distraire l'attention des conducteurs, un deuxième projet est proposé : l'emplacement de la statue est changé et sa taille réduite, posant les frères au sol au lieu qu'ils soient transportés par Sylvebarbe,. Finalement, après trois années de préparation, la mairie de Birmingham approuve sa réalisation le 1er mars 2007 et l'installation devait commencer en mai de cette même année. Cependant, plusieurs années plus tard la statue n'est toujours pas construite.